# گروه سیتی فوتبال
گروه سیتی فوتبال (انگلیسی: City Football Group) یا به اختصار CFG یک شرکت هلدینگ است که عمده فعالیت آن در زمینهٔ فوتبال است.
مالک اصلی این شرکت «گروه ابوظبی یونایتد» متعلق به منصور بن زاید آل نهیان است؛ همچنین سرمایه‌گذاران چینی نظیر گروه سیتیک نیز از دیگر سهام‌داران این پروژه‌اند.
گروه سیتی فوتبال مالکیت باشگاه‌های فوتبال گوناگونی را از سراسر جهان برعهده دارد که سرشناس‌ترین آن‌ها باشگاه منچسترسیتی است. دیگر باشگاه‌های این مجموعه در ایالات متحدهٔ آمریکا، استرالیا، ژاپن، اسپانیا، اروگوئه و چین قرار دارند.

## فهرست باشگاه‌ها
- منچستر سیتی + آکادمی و تیم‌های پایه + تیم بانوان
- نیویورک سیتی + آکادمی
- ملبورن سیتی + تیم جوانان + تیم بانوان
- یوکوهاما مارینوس
- باشگاه فوتبال مونته ویدیو سیتی تورخه
- باشگاه فوتبال مومبای سیتی
- باشگاه فوتبال ژیرونا + تیم سی
- باشگاه فوتبال سیچوآن جیونیو
- باشگاه فوتبال تروا